# Educación a distancia

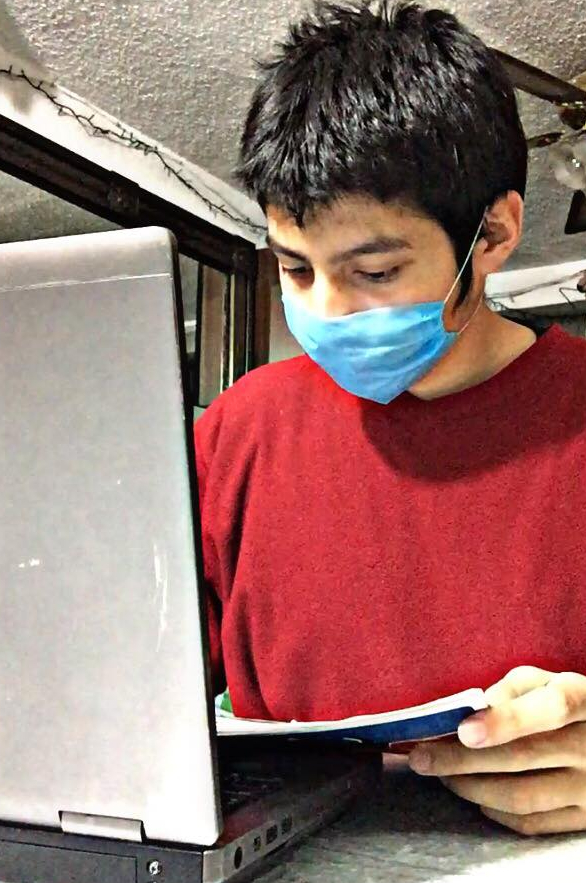
Estudiante mexicano tomando educación a distancia durante la Pandemia de COVID-19.

La educación a distancia es una forma de enseñanza en la cual los estudiantes no requieren asistir físicamente al lugar de estudios. En este sistema de enseñanza, el alumno recibe el material de estudio (personalmente, por correo postal, correo electrónico u otras posibilidades que ofrece internet), permitiendo que en el acto educativo se empleen técnicas y estrategias de enseñanza centradas en el propio estudiante, propiciando la autogestión del aprendizaje (mucho mejor si se logra el autodidactismo); se trata de una educación flexible y autodirigida. A partir de la socialización del uso de los recursos de la Internet, las principales herramientas para la distribución de contenidos, entrega de instrucciones, retroalimentación y evaluación del aprendizaje son las tecnologías de la comunicación y la información (TIC). Al aprendizaje desarrollado con las nuevas tecnologías de la comunicación se le llama aprendizaje electrónico («elearning» o e-Learning en inglés). Con el avance de las TIC, también se aplica el aprendizaje electrónico móvil o mlearning.

## Historia

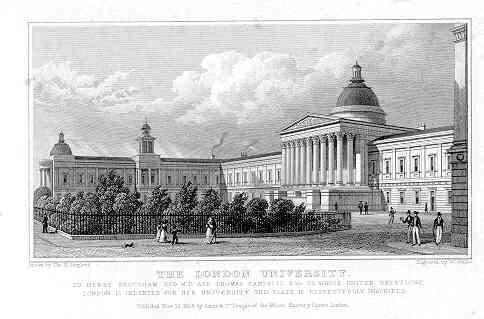
La Universidad de Londres en 1827-28

Uno de los primeros intentos se anunció en 1728. Fue en la Gaceta de Boston para "Caleb Philipps, profesor del nuevo método de taquigrafía", que buscaba alumnos que quisieran aprender mediante lecciones semanales enviadas por correo.
El primer curso de educación a distancia en el sentido moderno fue impartido por Sir Isaac Pitman en la década de 1840, quien enseñaba un sistema de taquigrafía enviando por correo textos transcritos en taquigrafía en tarjetas postales y recibiendo las transcripciones de sus alumnos a cambio de su corrección. El elemento de retroalimentación de los alumnos fue una innovación crucial en el sistema de Pitman. Este sistema fue posible gracias a la introducción de tarifas postales uniformes en toda Inglaterra en 1840.
Este comienzo tuvo un gran éxito, y la Sociedad de Correspondencia Fonográfica se fundó tres años más tarde para establecer estos cursos sobre una base más formal. La Sociedad allanó el camino para la posterior formación de los colegios Sir Isaac Pitman en todo el país.
La denominada Society to Encourage Studies at Home fue la primera escuela por correspondencia en los Estados Unidos y la que acuñó dicha palabra, al tratarse de una educación no presencial.
El Wolsey Hall de Oxford, fundado en 1894, fue el primer colegio a distancia del Reino Unido.

## Características
La educación a distancia se caracteriza por la flexibilidad de sus horarios, pues el mismo estudiante organiza su tiempo de estudio, lo cual requiere cierto grado de autodisciplina. Esta flexibilidad de horarios a veces está limitada en ciertos cursos que exigen participación en línea en horarios o espacios específicos.
Otra característica de la educación a distancia, es el uso de las tecnologías de la información y la comunicación (TIC) para formar comunidades o redes de estudio donde los individuos pueden interactuar,fomentando el uso educativo de las redes sociales, foros de discusión y plataformas virtuales, para discutir sobre diversos temas y a la vez adquirir conocimientos y modernas herramientas de trabajo. También es imprescindible tener una nueva visión de los roles que desempeñan los maestros y los estudiantes en esta modalidad de estudio, el maestro deja de ser el protagonista, convirtiéndose en un facilitador del proceso educativo y le cede el paso al estudiante, el cual debe tener un compromiso firme con su propio proceso de formación.
Una de las universidades de educación a distancia más antigua es el Instituto Federal de Capacitación del Magisterio de México, fundado en 1945 y considerado la escuela normal más grande del mundo pues por razones históricas para el país tuvo que formar a más de 90.000 profesores de educación primaria en servicio que carecían del título para ejercer la docencia. Están también la Universidad de Sudáfrica, que lleva ofreciendo este servicio desde 1946. En el Reino Unido, la más grande es la Open University, que se fundó en 1969. En España, la Universidad Nacional de Educación a Distancia (UNED) comenzó sus actividades docentes en 1973 y un año más tarde, en Alemania, se fundó la FernUniversität Hagen. Estas cuatro universidades tienen más de 100.000 alumnos, lo que es posible gracias al bajo costo que supone la educación a distancia.
En México El Sistema Universidad Abierta fue impulsado en la Universidad Nacional Autónoma de México por el doctor Pablo González Casanova, con un Estatuto aprobado por el Consejo Universitario el 25 de febrero de 1972, y un Reglamento aprobado el 2 de diciembre de 1997. A partir de 1997, se estableció la Coordinación de Universidad Abierta y Educación a Distancia (CUAED), a partir del año 2020 denominada Coordinación de Universidad Abierta, Innovación Educativa y Educación a Distancia.
Entre los antecedentes de la educación a distancia están los cursos por correspondencia, que se iniciaron por la necesidad de impartir enseñanza a alumnos en lugares aislados, en los que no era posible construir un colegio. Tales cursos se ofrecieron al nivel de primaria y secundaria, y en ellos, a menudo, eran los padres quienes supervisaban el progreso educativo de los alumnos.
En la actualidad, existen diversos factores que determinan el crecimiento de la educación a distancia, entre los que destacan:
- Reducción del costo de las computadoras y de las telecomunicaciones.
- Mayores facilidades para que la población acceda a la tecnología.
- Utilización de interfaces más amigables como la multimedia.
- Aumento de la demanda educativa.
- La creación de nuevas entidades educativas, así como el incremento de mayores instalaciones físicas (aulas), no es proporcional al crecimiento demográfico.
- Elevado costo de la educación presencial.

### Beneficios
- Un gran beneficio de la educación a distancia es que satisface las necesidades de los estudiantes que de otro modo no podrían asistir a clases presenciales, debido a las restricciones de distancia o de tiempo. Uno de los mayores beneficios de la educación a distancia es pues la flexibilidad.

- Los Programas de educación a distancia permiten un mayor acceso al aprendizaje y fomentan el aprendizaje permanente. El aprendizaje a distancia permite a los estudiantes elegir entre un conjunto más amplio de instituciones académicas para su aprendizaje permanente.

- Las Escuelas de enseñanza a distancia disfrutan de una mejor comercialización, lo que significa que más estudiantes en última instancia en el lugar que sea y a cualquier hora, puede asistir a ellas.
- La educación a distancia también permite mayor compensación y potencial de promoción.

- Otro beneficio de la educación a distancia para los estudiantes es la capacidad de hacer el trabajo en equipo en grupos interactivos. Los estudiantes tienen la oportunidad de comunicarse con otras personas de diferentes orígenes y de escuchar a una gran variedad de expertos de todo el mundo.

- El acceso de los estudiantes a los expertos en línea y el volumen enorme de datos en línea son también beneficios del aprendizaje a distancia. En lugar de buscar por horas a través de catálogos de tarjetas o fondos de una biblioteca, los estudiantes pueden utilizar rápidamente los motores de búsqueda en línea para encontrar artículos de incontables expertos y bases de datos de investigación que pueden ayudar en el trabajo realizado.

Respecto a la percepción de los estudiantes sobre su contexto de aprendizaje (estudiantes presenciales frente a estudiantes virtuales), Conolo, Chiecher y Rinaudo (2004), en su artículo titulado Estudiantes en entornos tradicionales y a distancia; perfiles motivacionales y percepciones del contexto señalan que las percepciones de los alumnos fueron muy similares en ambos grupos, y en general positivas; informaban que su experiencia era buena y enriquecedora. 
Con la evolución del correo electrónico y chats en Internet, el contacto instructor-alumno puede ser mantenido y reforzado. Esto fomenta una mejor experiencia educativa para el estudiante en el aprendizaje a distancia. El uso del correo electrónico permite enviar la tarea asignada a un profesor en cualquier momento del día de manera segura y cómoda.

## Ventajas y desventajas de la educación a distancia

### Ventajas
- Elimina las barreras geográficas, la población puede acceder a este tipo de educación independientemente de donde resida.
- Es accesible para personas adultas con estudios postergados.
- Proporciona flexibilidad en el horario ya que no hay hora exacta para acceder a la información, lo cual facilita la organización del tiempo personal del alumno, respetando la vida familiar, social y laboral.
- Reduce costos al evitar gastos de traslados o residencia en un lugar diferente.
- Incorpora herramientas tecnológicas para el manejo de la información, las cuales son necesarias para desempeñarse profesionalmente en la sociedad en constante cambio, tales como las plataformas virtuales.[11]
- El alumno desarrolla una alta capacidad para autorregular su propio aprendizaje favoreciendo así sus actitudes y valores de responsabilidad, disciplina y compromiso para lograr ser autónomo.
- El rol del estudiante es activo pues desarrolla estrategias intelectuales importantes para realizar tareas colaborativas, comunicarse efectivamente, ser creativo e innovador.
- El asesor lleva un seguimiento riguroso del estudiante empleando diversos instrumentos para evaluarlo respetando el ritmo de trabajo del alumno.
- Facilita a las personas con capacidades diferentes el acceso a cursar una carrera.
- Tienen la misma validez los papeles que se obtienen al término de la carrera, que el que se cursa de manera escolarizada.
- Permite la formación constante. Muchas personas, especialmente mujeres, deciden dedicarse a las tareas del hogar hasta que sus hijos comienzan la escuela. Por esto, dejan momentáneamente su carrera. Sin embargo, durante ese período de pausa pueden continuar capacitándose de manera de que cuando retomen sus labores, estén actualizados. Además esto podrá ser valorado por tu superior.
- Esta modalidad otorga a los estudiantes la posibilidad de realizar una segunda carrera, ya sea después de concluir una primera o confeccionar ambas de manera simultánea fortaleciendo una formación profesional y académica para incursionar en el competitivo mundo laboral. En el primer caso, el alumno sólo acreditará su situación académica, por lo cual deberá presentar el acta de aprobación de la opción de titulación correspondiente, o copia del título profesional; mientras que en el segundo caso, se deberán cumplir los requisitos que demanden cada carrera en tiempo y forma según los estatutos universitarios.
- Debido a su comodidad, el alumno tiene la capacidad de manejar el tiempo dedicado a cada actividad de acuerdo a sus otras actividades o a la rapidez con la que avance permitiendo ser flexible el tiempo de término de la carrera, dotándole de más independencia al construir su conocimiento.
- El acceso a información en línea como los libros electrónicos o E-books, que por su crecimiento acelerado, a la par de la tecnología más actual, ofrece beneficios como: un menor costo o la gratuidad de los mismos, a diferencia de los libros de texto convencionales, accesibilidad desde cualquier ubicación geográfica, comodidad de almacenamiento y portabilidad, enriquecimiento del texto a través de enlaces multimedia, así como la posibilidad de hacer anotaciones y comentarios al margen.

### Desventajas
- Dificulta transmitir y conservar determinados contenidos actitudinales para mejorar la socialización.
- Generalmente el cambio a un sistema de educación a distancia exige al alumnado una adaptación específica: ha de aprender a usar materiales didácticos específicos y aulas virtuales, a comunicarse con sus profesores y con otros alumnos a través de medios de comunicación y ha de ser capaz de organizar su tiempo de estudio para compaginar vida personal, laboral y académica.
- Se pierden igualmente otros objetivos del ámbito afectivo y actitudinal, formación y cambio de actitudes de los alumnos así como los del área psicomotriz que no atiendan a capacidades que se expresen por escrito, se suelen lograr de manera más efectiva mediante los contactos personales.
- Al eliminarse la interacción social en presencia la comunicación se reduce a un solo canal y resulta menos profunda, por lo que es posible que el alumno se aisle y desmotive, ante ello, es necesaria una intervención activa del profesor tutor.
- La diversificación y ampliación de la oferta educativa de distintos cursos y niveles va en aumento aunque no se ha logrado cubrir al 100 %.
- Ofrece limitado intercambio directo de experiencias que proporciona la relación profesor-alumno y alumno-alumno.
- Posibles retrasos en la retroalimentación (feedback) y rectificación de posibles errores.
- Hay otras desventajas específicas propias de la naturaleza de los distintos campos del saber. Ese es el caso de la enseñanza de idiomas, donde a pesar de haberse registrado una notable evolución tecnológica que ha hecho de la misma una enseñanza más efectiva y atractiva para el estudiante, aún está lejos de transmitir toda la información no verbal que rodea el acto de habla y que forma una parte indispensable del mismo.
- La desconfianza que se genera en el alumnado ante la falta de comunicación entre el profesor y sus alumnos, sobre todo en el proceso de aprendizaje y de evaluación académica en el caso de que no haya tenido un curso propedéutico adecuado.
- La posibilidad de que una persona diferente al alumno haga sus actividades.
- Realizar la actividad no presencial requiere de espacios dentro de la esfera personal, familiar o laboral, lo que en ocasiones dificulta el aislamiento y la concentración.

## Generaciones de la Educación a Distancia
La comunicación es la base de la interacción entre los seres humanos. La necesidad de romper las barreras del tiempo y la distancia para comunicarnos llevó al desarrollo y masificación de los medios de comunicación. Hoy en día, los medios son instrumentos que nos permiten comunicarnos, informarnos y entretenernos. Facilitan enormemente las interacciones sociales y han hecho posible que vivamos en la sociedad más informada y conectada de la historia.  
La comunicación está estrechamente ligada a todo proceso educativo. No es raro entonces que los hitos en la evolución de los medios de comunicación hayan producido innovaciones en el ámbito de la educación, más aún en una modalidad donde la separación espacial docente - estudiante es la característica principal: la educación a distancia. De acuerdo a Nipper y Taylor es posible identificar cinco generaciones en la clasificación cronológica de esta modalidad educativa:
- El modelo de correspondencia: Cursos por correspondencia centrados en material impreso que era entregado vía correo postal periódicamente a los estudiantes.
- El modelo multimedia: Incorporación de medios electrónicos como los casetes, videocasetes y el computador para la entrega de material multimedia y en con cierto grado de interactividad.
- El modelo de tele-aprendizaje: Educación apoyada en las TIC (telemática).
- El modelo de aprendizaje flexible: Acceso a recursos multimedia en línea a través de la internet, teleconferencia para la transmisión de audio y video, así como a herramientas tecnológicas para trabajo colaborativo (web 2.0).
- El modelo de aprendizaje flexible inteligente: Acceso a campus virtuales con todos los procesos educativos en línea y a sistemas inteligentes de aprendizaje y respuesta automática.

## La relación telemática
Hay diversas aplicaciones que actualmente hacen posibles que los cibernautas mantengan la calidad y frecuencia en sus comunicaciones en internet como son:
- Correo electrónico. El correo electrónico es una herramienta que nos permite una buena comunicación entre los actores de un grupo de aprendizaje al permitir: introducir información gráfica y de texto, mantener diálogos, entre otras funciones que abren un nuevo horizonte de posibilidades didácticas.
- Foros de discusión. El foro de discusión es un área web dinámica que permite que distintas personas se comuniquen. En el cual se comparten diferentes  hilos de discusión (llamados también asuntos o temas).
- Bitácora Digital (Blog). Es la publicación cronológica de textos o artículos de uno a varios autores. Es un diario, donde los autores expresan sus opiniones y permiten a otros autores expresar su opinión al respecto; incluso permiten a los lectores comunes expresar sus opiniones en forma de comentarios. El orden en que se presentan las publicaciones es del más reciente al más antiguo. Se pueden encontrar Blog muy diversos por ámbitos de estudio, especialidades, tópicos o sobre una idea específica. En el caso de la Educación a distancia, esta herramienta es de mucha utilidad, ya que los alumnos lectores pueden escribir sus comentarios personales acerca de un tema específico y el autor principal o profesor puede contestarles y retroalimentar la información, convirtiéndose así en un diálogo preciso entre varias personas.
- Conversación escrita (Chat). El chat es uno de los métodos de comunicación digital surgido con las nuevas tecnologías. Consiste en la conversación simultánea entre dos o más personas conectadas a la red que pueden ser públicas o privadas.
- Audioconferencias. Las audioconferencias son otra forma de comunicación en directo, pero más rica e información, es la que se lleva a cabo a través de la propia voz de los interlocutores. Este tipo de comunicación, además de basarse y articularse a partir de la información formal del mensaje, se rodea de otro tipo de información no verbal de gran importancia y que da forma y enriquece cualitativamente la información que recibe el destinatario.
- Videoconferencias. La videoconferencia es una herramienta capaz de facilitar la comunicación en directo mediante la cual los interlocutores en directo. Proporcionan  un elevado grado de presencialidad que, aunque es simulada ya que los intervinientes pueden encontrarse a miles de kilómetros de distancia, hace posible que el mensaje no sólo contenga información verbal y paraverbal relevante, sino que este se completa con contenidos comunicativos no verbales de gran significado contextualizante y situacional. Estaríamos ante una interacción cara a cara a distancia.
- Nube educativa. La nube en los entornos educativos otorga flexibilidad tanto a estudiantes como a profesores para crear, compartir, consultar o descargar materiales educativos en el momento pertinente apoyados en un ordenador con acceso a Internet en tiempo real. Este tipo de innovaciones tecnológicas promueven una educación más competitiva y a la vanguardia, preparando a sus usuarios para el manejo de la tecnología. Asimismo, facilitan la comunicación entre estudiantes y profesores, utilizando un sistema educativo autodidacta y dinámico.
- Bibliotecas digitales. Consisten en Bibliotecas que ofrecen consulta de sus acervos remotamente mediante el acceso a Internet. Estas bibliotecas han transformado sus materiales en documentos digitales que publican en sus portales digitales. Muchos medios como los periódicos y revistas están cambiando a este método digital de ofrecer su información y las bibliotecas no son la excepción. La comodidad que ofrece este mecanismo de consulta es incomparablemente más sencillo que el método tradicional de acudir a estos recintos y realizar las consultas manualmente. Esperamos ver una migración a este método digital cada vez más fuerte en el futuro cercano.

## Roles en la educación a distancia
Entre los diversos roles que se pueden presentar en un equipo de educación a distancia se pueden mencionar los siguientes:
- Coordinador general: Responsable de articular los procesos de todo el equipo. Establece el cronograma de actividades, propone las tareas a realizar, planifica y controla el normal funcionamiento del proyecto.
- Experto en contenidos: Docente a cargo del curso y experto en contenidos del tema a ser impartido a distancia. De acuerdo con la manera en que se entienda en cada región, país o cultura, el experto en contenidos cambia su rol, por ejemplo, en Bolivia (en educación a distancia) es la persona que redacta, produce los módulos y las unidades temáticas ―conocido como el profesor tutor―, es decir es un verdadero científico dedicado a la producción intelectual.
- Profesor tutor: Apoya en la administración, guiando y orientando al estudiante. Se dedica a realizar textos, es decir, construye los módulos que son parte del curso. Esta misma persona puede llegar a ser el que guía a los participantes; pero en caso de no contar con su apoyo, es el tutor (una persona entendida en el tema, pero que no necesariamente produce los contenidos de los módulos) quien puede ejercer como aquella persona que guíe el proceso educativo a distancia. El profesor tutor a distancia debe tener unas habilidades diferentes del profesor que se dedique a la formación presencial; algunas de ellas pueden ser el dominio sobre las tecnologías de la información y la comunicación, conocimientos para organizar y gestionar cursos en línea y lo que ello representa (grupos de discusión, foros, debates, etc.). Debe tener una capacidad de comunicación escrita bastante depurada, debido a que el alumno no es presencial y, por tanto, no se puede interaccionar igualmente con él.
- Asesor de diseño: Pedagogo especialista que ayuda al profesor a seleccionar los medios necesarios y diseñar actividades, también es conocido como el diseñador instruccional.
- Asesor en tecnología: Apoya al equipo docente seleccionando las herramientas tecnológicas adecuadas para el logro por parte del alumno de los objetivos de aprendizaje propuestos, también es conocido como tecnopedagogo.
- Productor de nuevas tecnologías: Apoya en la producción de material audiovisual que enriquece las clases. Es el encargado de mediatizar los contenidos.
- Diseñador gráfico: Selecciona los recursos gráficos adecuados para los cursos virtuales.
- Evaluador del sistema: Tiene a su cargo la evaluación de todo el sistema (materiales, tutores, alumnos y administración general), también puede proponer medidas correctivas para solucionar inconvenientes que se hayan producido durante el cursado a distancia.
- Estudiante: Uno de los roles más importantes en el sistema de educación abierta es el estudiante, pues es él quien debe contar con disposición de trabajo en equipo, administración en su tiempo y realizar las actividades en tiempo y forma, pero sobre todo en tener una motivación de crecimiento en cuanto a su vida académica.

## Educación semipresencial
En esta modalidad, los estudiantes puedan acceder a una educación sin la necesidad de presentarse físicamente en la institución educativa todos los días. Por lo tanto, es una excelente opción para quienes trabajan, o bien, para aquellos que su labor en casa no les permite estar mucho tiempo en la escuela.
Esto con la ventaja de tener una educación sin las limitaciones de un horario o lugar, ya que en cualquier parte la persona puede estudiar con la única condición de que tiene que asistir periódicamente a tutoría para aclarar dudas, realizar actividades de evaluación o tomar alguna clase o materia. La ventaja que tiene este modelo es que el alumno va desarrollando su aprendizaje de una manera un poco más autónoma, ya que la investigación es indispensable. En otras palabras, el estudiante es capaz de regir y proyectar el proceso de su propio aprendizaje.
En la educación semipresencial el estudiante asiste periódicamente a sesiones en la universidad o instituto, con el fin de estar al corriente de las actividades de los alumnos, atender sus dudas e inquietudes, aumentar la formalidad, poner en práctica ciertos conocimientos, entre otros. Estas horas, por ser pocas, se limitan a orientaciones por parte de los profesores y a resolver dudas. La eficacia del programa se debe a la eficiencia del alumno, es decir, se determina según la capacidad del alumno para organizar su propio tiempo y ritmo de estudio.
El aprendizaje se monitorea por medio de tutorías, las cuales pueden ser de dos tipos: presenciales y virtuales. La evaluación se implementa de acuerdo a cada curso. Existen clases virtuales que pueden ser de una a más veces por semana; y presenciales, que se destinan regularmente para realizar exámenes parciales y finales.
Las escuelas abiertas podrían ser un ejemplo de este modelo ya que sólo se asiste una vez a la semana con el profesor, si existe alguna duda. El alumno estudia el contenido que se le otorga y presenta los exámenes correspondientes hasta terminar con el plan de estudios sin necesidad de realizar más actividades que estas.

### Ventajas
- Mayor interactividad entre los alumnos y las tecnologías.
- Mejor y mayor acceso a grandes cantidades de información.
- Individualización del aprendizaje al ritmo de cada alumno.
- Proporciona una retroalimentación continua.
- La rapidez al acceso e intercambio de información, rompiendo las barreras espacio temporales.
- Estimula en los alumnos el desarrollo de varias habilidades, tales como la de comunicarse (interpretar y producir mensajes) utilizando distintos lenguajes y medios, desarrollar la autonomía personal y el espíritu crítico, lo que le ayuda a convivir en una sociedad multicultural y justa con las innovaciones tecnológicas propias de la época.
- Orienta y regula el proceso de aprendizaje y facilita el control al estudiante.
- Contribuyen al desarrollo formativo del alumno, de su actividad mental, actitudes y valores.
- Potencian el desarrollo de la creatividad.
- Ahorro de dinero, el alumno no tiene que desplazarse a la institución educativa (la disminución de gastos que conllevan los transportes para el traslado).

### Desventajas
El ámbito educativo es uno de los que plantea mayor incertidumbre. Aún es temprano para evaluar el impacto de las nuevas tecnologías en ese ámbito, pero si se confirma la tendencia hacia un sistema educativo a distancia, virtual y de autoaprendizaje, se prevén problemas tales como la dificultad de conservar y transmitir determinados valores sociales o la tendencia de los alumnos al aislamiento social.
- Se podría generar una desconfianza ante la falta de comunicación concurrida entre el profesor y el alumno, sobre todo en el proceso de evaluación de aprendizaje del alumno(esto en el caso de que se sienta ofendido al pensar que realizó un gran esfuerzo por sí mismo).
- Otra gran desventaja radica en el aislamiento que se puede llegar a dar entre seres humanos, eliminando la interacción social física. Puede influir para bien o para mal (dependiendo del caso de cada persona en su forma de ser y pensar) al querer interactuar y desarrollarse en el ámbito laboral y social dependiendo su carrera, todo esto al no haber obtenido suficiente contacto social.
- La pasividad del alumno frente a este medio, pues lo puede percibir como un medio fácil.
- Falta de una estructura pedagógica adecuada, lo cual dificultara al estudiante sus procesos o métodos de aprendizaje si no los comprende o no los realiza adecuadamente.

## Biblioteca Virtual
La Biblioteca Virtual se considera como el conjunto de recursos digitales, a los cuales se puede acceder en cualquier momento y lugar. Estos recursos van desde artículos, textos, imágenes, información, etc.

### Publicaciones
- RIED (Revista Iberoamericana de Educación a Distancia).
- RED (Revista de Educación a Distancia).
  - UNIVERSIDAD DE MURCIA. Estudiantes en entornos tradicionales y a distancia;Perfiles motivacionales y percepciones del contexto. (en línea). (Consulta: 3 de diciembre de 2014). Disponible en web: http://www.um.es/ead/red/10/chiecher.pdf.

### Universidades
- Universidad Abierta y a Distancia de México
- CUAED de la UNAM de México.
- UNED (Universidad Nacional de Educación a Distancia), en España.
- Instituto Tecnológico de Capacitación a Distancia a Distancia (ITECAD), en República Dominicana.

- Datos: Q159595
- Multimedia: Distance education / Q159595
- Libros y manuales: Educación a distancia